# Hunyadi László (opera)
A Hunyadi László Erkel Ferenc háromfelvonásos operája. Szövegkönyvét Egressy Béni írta Tóth Lőrinc Két László című drámája alapján. Ősbemutatójára 1844. január 27-én került sor a pesti Nemzeti Színházban.

## Az opera keletkezéstörténete és utóélete
A reformkorból a forradalom felé haladó években különösen nagy népszerűségnek örvendtek a Hunyadiakkal kapcsolatos témák. Ezt népszínművek, festmények, költemények sora bizonyítja. Erkel a Bátori Mária sikerén felbuzdulva hamar újabb operatémát kezdett keresni. Magának a darab keletkezésének körülményei nem teljesen tisztázottak. Erkel első életrajzírója, Ábrányi Kornél szerint a mű létrejötte egy véletlen találkozás eredménye volt, és Erkel erőszakkal vette el Egressytől az eredetileg Bartay Endrének szánt librettót.
A bemutató 1844. január 27-én zajlott le, és minden addiginál nagyobb sikert aratott. Ehhez kétségkívül hozzájárult a közhangulat is: az opera történelmi cselekménye egy Habsburg származású magyar királyról festett meglehetősen gyászos képet: V. László a darabban döntésképtelen, a hatalomra törő arisztokrata oligarchák bábja. Hasonló volt a helyzet az 1840-es években uralkodó V. Ferdinánddal kapcsolatban is, legalábbis a kortársak így érezték. Persze az opera szépségei, a verbunkoszenét alapul vevő zenei alapszövet, az európai színvonalú magyar nemzeti opera létrejötte is lelkesítette a közönséget.
Az ősbemutatóról minden jelentősebb lap beszámolt. Vahot Imre és társai azt kifogásolták, hogy a szerző a magyar történelem szereplőit énekelteti a színpadon, ami szerintük komolytalanságot kölcsönöz a műnek. Petrichevich Horváth Lázár (1807–1851) részletes elemző tanulmányt írt a darabról a Honderűben. A művet még a 19. században színre vitték Bécsben, Zágrábban és Bukarestben is, sajnos a párizsi bemutató végül meghiúsult.

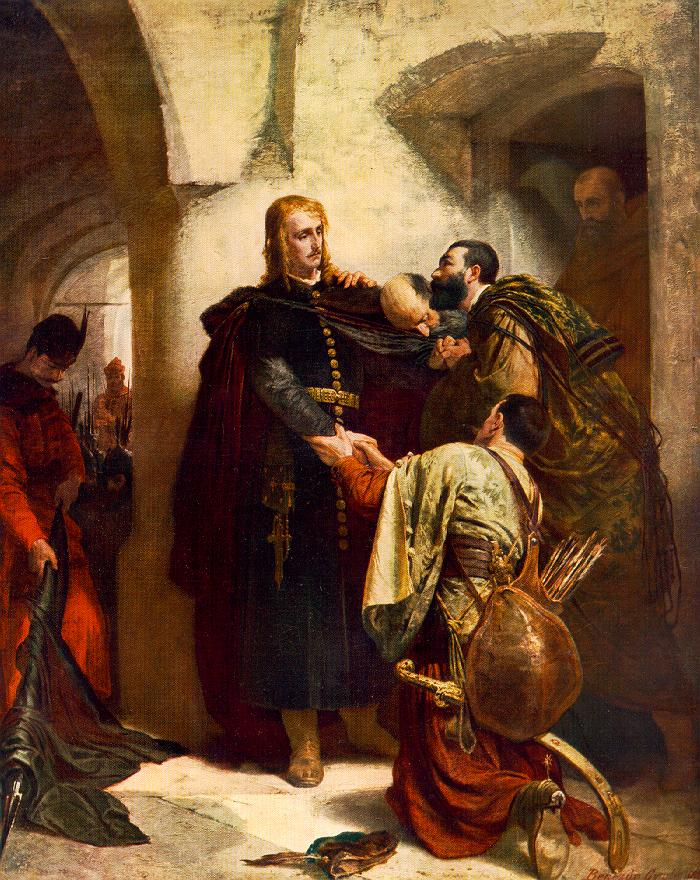
Benczúr Gyula: Hunyadi László búcsúja

A premiert követő előadások után Erkel tovább alakította operáját. A mű nyitányát csak a következő évben készítette el, és az első ízben az 1845. október 2-ai előadáson hangzott el. Két évvel később a korszak egyik leghíresebb magyar énekesnőjének, Hollósy Kornéliának ajánlva készült el Gara Mária harmadik felvonásbeli cabalettája. 1850. július 18-án a neves francia énekesnő, Anne de la Grange alakította Szilágyi Erzsébet szerepét. Az ő vendégszereplése alkalmából illesztette a partitúrába Erkel a második felvonás úgy nevezett La Grange-áriáját. Szintén erre az előadásra készült el az eredetileg csárdás megjelölésű, palotás. 1859-ben Stréger Ferenc tenorista alakította a címszerepet, az ő tiszteletére Erkel kiegészítette Hunyadi László első felvonásbeli áriáját. 1878-ban sort kerített a nyitány zenei anyagának a tömörítésére. Szinte rögtön a darab ősbemutatója után a szerző kihúzta Gara és Hunyadi László, a harmadik felvonás elején énekelt kettősét. Mindezen kiegészítések után jelent meg az opera zongorakivonata 1896-ban, Kern Aurél szerkesztésében.
Radnai Miklós (1892–1935) operaigazgatósága idején (1925–1935) több tanulmányban is foglalkozott a darabbal. Úgy látta, hogy a 20. században a közönség azért kezdett elfordulni a műtől, mert az több kirívó dramaturgiai hibát tartalmazott, emellett a szöveg is már nagyon régiesnek hatott. Radnai ezért elhatározta az egész Erkel életmű modernizálását, de ő és társai végül csak két operát szabtak át jelentősen: a Bánk bánt és a Hunyadi Lászlót.
A Hunyadi László átdolgozására az 1935-ös felújítás alkalmával került sor. A zenét Radnai, a dramaturgiai és a szcenikai megoldásokat Oláh Gusztáv és Nádasdy Kálmán dolgozta át. Céljuk elsősorban a mű tömörítése, a színhelyek összevonása, valamint a történések hangsúlyait erősítő dramaturgiai módosítások voltak. Az operát ezután egészen a műsorrendről történő ideiglenes levételéig e verzió alapján játszották. Ezt a változatot rögzítette a Komor Vilmos vezényelte hanglemez is, amelynek létrejöttében olyan kiváló énekesek működtek közre, mint Simándy József (Hunyadi László) vagy Déry Gabriella (Szilágyi Erzsébet), Orosz Júlia (Gara Mária), Szabó Miklós (V. László). A zenei megvalósítás magas színvonala miatt sajnálatos, hogy ez a verzió csak részleteiben került kiadásra CD-n.
1984-ben elkészítették a teljes opera újrafelvételét, Kovács János vezénylésével, Gulyás Dénessel, Sass Sylviával, Kalmár Magdával, Molnár Andrással és Gáti Istvánnal a főbb szerepekben. A felvétel zenei anyagát Németh Amadé gondozta, aki elővette az 1896-os zongorakivonatot, és ez alapján rekonstruálta az eredeti operát. Összesen tizenhét, az átdolgozók által kihagyott számot állított vissza, valamint nélkülözte Radnai és Komor Vilmos betéteit. Az operaház az 1989-es felújítás alkalmával már ezt a változatot tűzte műsorra, igaz, nem az eredeti szöveggel. Az új szöveget Fodor Ákos alakította ki. Ez a változat került bemutatásra a 2003–2004-es évadban lezajlott, Szinetár Miklós rendezte felújítás alkalmával is.
Az Erkel Színház bezárása óta a Magyar Állami Operaház 2012-ben újra bemutatta a darabot, de annak nem az eredeti, hanem az átdolgozott változatát. Ily módon megint visszatértünk a Radnai–Nádasdy–Oláh verzióhoz, eltávolodva az autentikusabbnak tekinthető, 1989-es felújítástól. Ráadásul ez esetben se a plakátokon, se a műsorfüzetben nem jelzik, hogy nem az eredeti, hanem az átdolgozott kiadást játsszák (pedig a két verzió között lényeges különbségek vannak, amelyek fölött nem szabadna átsiklani).
Az opera egyetlen, minden tekintetben autentikusnak tekinthető modern bemutatójára Debrecenben került sor 2010-ben, az Erkel-emlékév keretein belül. Debrecenben sem a szövegen, sem a zenén nem változtattak, húzásokkal se nagyon éltek. Az előadás alapjául a kritikai kiadás szolgált. A bemutató sikeres volt, de csak egy évadig volt színpadon a produkció.
Az Operaház 2012. augusztus végén és szeptember első napjaiban elkészítette az opera 1860-as végső, Erkel által fokozatosan kialakított formájának hangfelvételét, amit CD-kiadványként forgalmaznak. Így ha a színpadon nem is, de CD-n minden operakedvelő megismerkedhet az opera eredeti formájával.
2023. július 21-e és 2024. január 21-e között az opera rekonstruált ősváltozata megtekinthető YouTube-on, illetve később az Operaházban.

## Szereplők
| Szereplő                                             | Hangfekvés                |
| ---------------------------------------------------- | ------------------------- |
| V. László, Magyarország királya                      | tenor                     |
| Cillei Ulrik, a nagybátyja, Magyarország kormányzója | basszbariton              |
| Szilágyi Erzsébet, Hunyadi János özvegye             | szoprán                   |
| Hunyadi László, a fia                                | tenor                     |
| Hunyadi Mátyás, az öccse                             | szoprán vagy mezzoszoprán |
| Gara Miklós, Magyarország nádora                     | bariton                   |
| Gara Mária, a leánya                                 | szoprán                   |
| Szilágyi Mihály, Erzsébet fivére                     | basszus                   |
| Rozgonyi, a Hunyadiak híve, a király tisztje         | bariton                   |
| Hadnagy *                                            | tenor                     |
| Egy nemes *                                          | tenor                     |

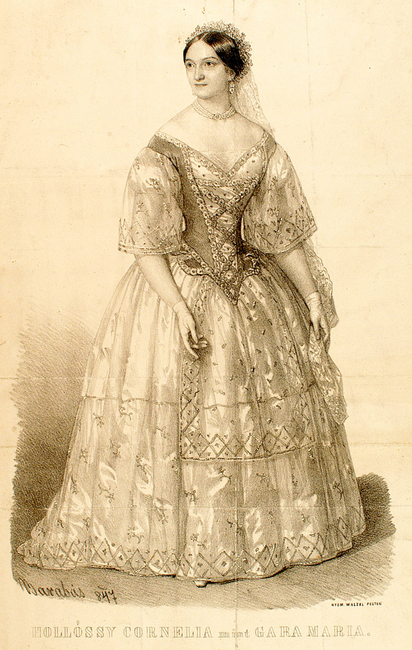
Hollósy Kornélia Gara Mária szerepében az opera ősbemutatóján

* A legtöbb produkcióból ki van hagyva, nagyon ritkán szerepel
- Énekkar: nemes urak és hölgyek, magyar és idegen katonák, nép
- Történik: 1456–1457-ben, Nándorfehérváron, Temesváron és Budán
- Az opera színhelyei: 1. felv. 1. kép: a nándorfehérvári vár előtt, 2. kép: terem a várban; Második felv.: a Hunyadiak temesvári rezidenciájának egy terme; Harmadik felv. 1. kép: a királyi palota egyik terme; 2. kép: a várkert; 3. kép: a várbörtön; 4. kép: a budavári Szent-György tér
- Játékidő: 153 perc[6]

## Cselekmény

### Első felvonás
1. kép: Hunyadi László és hívei a király és kísérete fogadására várakoznak. A katonák morgolódnak, nem bíznak az idegen királyban, azt akarják, hogy László ne engedje be a várba V. Lászlót és zsoldosait. Ezt vezérüknek is elmondják, de Hunyadi bízik királyában. Közben jelentik, hogy elfogtak egy kémet, aki Brankovics György szerb despotához igyekezett. Egy levél volt nála, amiben Cillei a fejedelemnek ígéri a két Hunyadi fiú fejét. A kórus bosszúénekre zendít rá, amit a király érkezését jelző trombitaszólók szakítanak félbe.
Miután bevonult V. László és díszes kísérete, Cillei máris árulással vádolja meg a Hunyadiakat. László azonban tanúságot tesz királya iránti hűségéről, amikor átnyújtja neki vára kulcsait. A király elhárítja a gesztust azzal, hogy a kulcsok a várkapitánynál vannak a legjobb kezekben. A vendégsereg és a vendéglátók elvonulnak. Ezután érkeznek meg a király német zsoldosai, akiket a várvédők nem engednek be, hiszen ők is meg tudják védeni a királyt.
2. kép: Amikor V. László megtudja mi történt, megriad. Cilleinek ezután már nem nehéz behálóznia és rávennie, hogy adja át neki a hatalmat jelképező gyűrűt. Ezután László lép színre, aki szerelméről álmodozik, édes álomképeit Rozgonyi zavarja meg azzal, hogy Cillei be akarta vonni az ellene tervezett összeesküvésbe. László azonnal értesíti híveit, akik elrejtőznek a teremben. Ezután jelenik meg Cillei, aki jelenti a király vacsorameghívását. A várkapitány feltárja előtte, hogy tudomása van az összeesküvésről, ezért Cillei tőrt ránt és rátámad. A zajra berohannak Hunyadi hívei és lemészárolják a kormányzót. A király is felébredt és a helyszínre sietett. Megrémül Cillei véres holttestétől, és szorult helyzetében megbocsátást hirdet. A Hunyadiak hívei ünnepelnek.

### Második felvonás

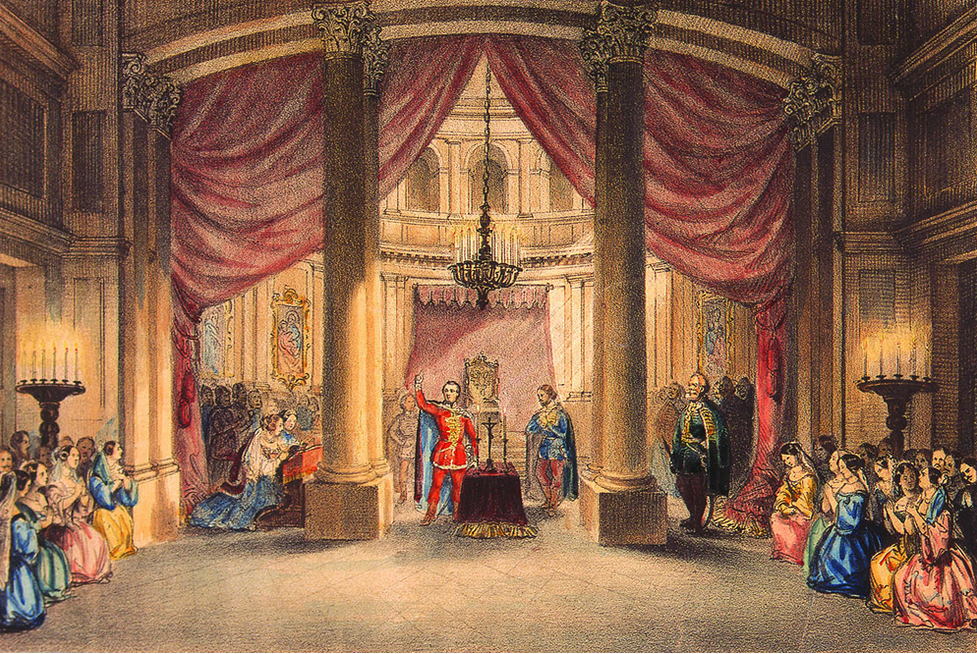
A király esküt tesz. Jelenet az ősbemutatóról, Walzel Ágost Frigyes litográfiája

Szilágyi Erzsébet temesvári rezidenciáján várja a király érkezését. Kétségek gyötrik afelől, hogy V. László valóban megbocsátott híveinek, ezért idősebb fia véres haláláról vizionál. Az izgatottság hevében elveszti erejét és elájul. Udvarhölgyei térítik magához. Nem sokkal ezután jelentik a király érkezését. Erzsébet térdre veti magát előtte és kegyelmet könyörög fiának. V. László Hunyadi János hőstetteire hivatkozva megbocsát. Közben észreveszi Gara Máriát, és mindjobban felkelti az érdeklődését annak szépsége. Gara Miklós figyelmét nem kerüli el a király vonzalma, és máris cselszövést eszel ki a Hunyadiak ellen: lánya kezét nem Lászlónak, hanem a királynak fogja adni, így kívánja megerősíteni hatalmi pozícióit. Ezután a király a Hunyadi fiúkat kéreti. Erzsébetet ismét balsejtelmek gyötrik, csak akkor nyugszik meg, amikor Mátyás meghozza a hírt, hogy a király nyilvánosan is megbocsátott nekik. Ezután V. László esküt tesz a vár népe előtt, hogy nem áll bosszút Cillei haláláért, Mátyást és Lászlót pedig fiaivá fogadja.

### Harmadik felvonás
Első kép: A magányos király Gara Mária után sóvárog. Megjelenik Gara, aki a királynak ígéri lánya kezét, ha az hozzájárul Hunyadi László kivégzéséhez, akit felségárulással vádol. A király eleinte ellenkezik, de végül beleegyezik.
Második kép: Mária és László lakodalma. Az ifjú menyasszony olaszos cabalettát énekel boldogságáról, a vendégsereg palotást jár. A vidám mulatság hamar félbe szakad: Gara beront fegyvereseivel és letartóztatja a vőlegényt.
Harmadik kép: A börtönben László szabadsága és kedvese után vágyakozik. Hirtelen kinyílik a cella ajtaja és Mária lép be rajta, aki megvesztegette az őröket. Rá akarja venni szerelmét, hogy szökjenek el együtt, de László bízik királya esküjében, és nem akar szökni. Közben Gara érkezik, aki dühösen látja, hogy valakit beengedtek a rabhoz. Mikor megtudja, hogy az a valaki saját lánya, megtagadja Máriát. A kétségbeesett lány könyörögve fordul apjához, aki hajthatatlan. Végül megérkezik a kivégzésre kísérő menet.
Negyedik kép: A vesztőhelyen hatalmas vihar tombol, Erzsébet az éghez könyörög, hogy Isten mentse meg gyermekét. De minden hiába, most valóra válnak véres víziói. Hunyadit felvezetik a vérpadra, a bakó háromszor is lecsap, de a hős sértetlen marad. A szokásjog szerint, ha a harmadik csapás sem halálos, akkor az elítéltet kegyelem illeti, de Gara parancsára a hóhér negyedszer is lesújt. Ekkor már mindennek vége, Hunyadi László feje a porba hullik.
Megjegyzés: az opera eredetileg négyfelvonásos volt, de az utolsó két felvonás annyira rövidre sikeredett, hogy Radnaiék, majd a rekonstruálás során Németh Amadé is eggyé vonta össze. Németh Amadé verziójában az eredeti zenei anyag így sem szenvedett csorbát. Ennek köszönhető, hogy ma mindenki háromfelvonásosnak ismeri az operát.

## Az opera szövegkönyve
A librettó Egressy Béni munkája, aki Tóth Lőrinc (1814–1903) drámaíró, az MTA pályázatán 100 arany díjat nyert Két László című drámája nyomán dolgozott. Egressy a megszokott munkamódszerrel élt: elhagyott egy sereg szereplőt, több jelenetet összevont és persze a prózai szöveget versbe öntötte. Az így létrejött librettó már a címével is központba állította Hunyadi László figuráját, de ugyanakkor a történet V. László tragédiája is: az esküszegő, szorongó király érzelmei is részletesen tárulnak fel a darabban. Tóth terjedelmes politikai okfejtéseit, cikornyás, oda nem illő sallangjait Egressy elhagyta, olyan mértékben átalakítva a Két László című drámát, hogy szerzője nem ismert rá saját darabjára.
A politikai dráma csak az első felvonásban van előtérben, a II. felvonás a hangulat és a zenei egységesség sérülése nélkül átvált a szereplők személyes drámájával. Ettől kezdve a fő cselekményszálat Hunyadi László és Gara Mária szerelme jelenti. A szerelmi szálat Tóth Bonfini után szőtte drámájába. Az opera cselekménye ezen átalakításoknak köszönhetően végig a címszereplő körül forog. Ez a szerkezet a francia történelmi nagyopera mintájára utal (Auber: A portici néma, Meyerbeer: A hugenották, Rossini:Tell Vilmos).
Egressy dramaturgiai megoldásai, ha nem is hibátlanok, de nem annyira fogyatékosok, hogy mindenképpen át kelljen őket alakítani. Viszont a szöveggel kapcsolatban már fenntartásai lehetnek a mai opera közönségnek. Egressy írói stílusa annyira kezdetleges volt, hogy az még saját korának másodrangú színdarabjainak szintjét sem ütötte meg. Ezért, bár a zenét és az eredeti dramaturgiát napjainkra rekonstruálták, de Radnaiék szövegét megtartották, esetenként kibővítették.

## Az opera zenéje
A nyitány negyedórába sűríti a mű cselekményét, megidézi annak legfontosabb dallamait. Szabolcsi Bence a Hunyadi László nyitányát az első magyar szimfonikus költeménynek nevezte, mert Erkel az opera jelentős zenei motívumait és fordulatait úgy sorakoztatta fel benne, hogy a történés szinte percről percre nyomon követhető és megérthető. A zenekari bevezető egy kurucos témájú trombitaszignállal indít, amely később Allegro tempóba gyorsul, és az egyik fő téma lesz. A trombitaszóló után következnek a harmadik felvonásbeli Börtön tercett motívumai alapján komponált variációk, majd egy derűs motívum a Hunyadiak örömét jelképezi. Ezután egy szintén kurucos klarinétszóló következik, ami átvezet az Allegróhoz, melynek fő témája a már említett bevezető lesz tizenhatos verbunkos menetekkel, majd ebből alakul ki a Harsogj örömdalt témájára épülő szekció. Ezután fafúvós akkordok és a vonósok pizzicatojátéka vezet el a Börtön tercett motívumaiból kialakított melléktémához. A nyitány zárótémája a „Meghalt a cselszövő” dobpergéssel megszakított dallama. Ezután egy szabálytalan szonátaforma bontakozik ki: a feldolgozási részben újabb motívumok tűnnek fel a Vérpad-kép viharzenéjét idézve, ezután következik a Hunyadiak fuvolával kísért örömmotívuma, az Allegro, a Harsogj örömdalt témájára épülő szekció, ismét a Börtön tercett témája, majd egy fuvolakadencia vezet vissza a Meghalt a cselszövő témájához. A visszatérés a Bosszúkórus dallamaival ér véget. Erkel a hangnemek merész váltogatásával és hangszerelés hatásossága révén szinte az operától különálló, önálló zenedarabot hozott létre a nyitány komponálásakor az opera dallamaiból, amely hamar kedvelt koncertdarabbá vált.

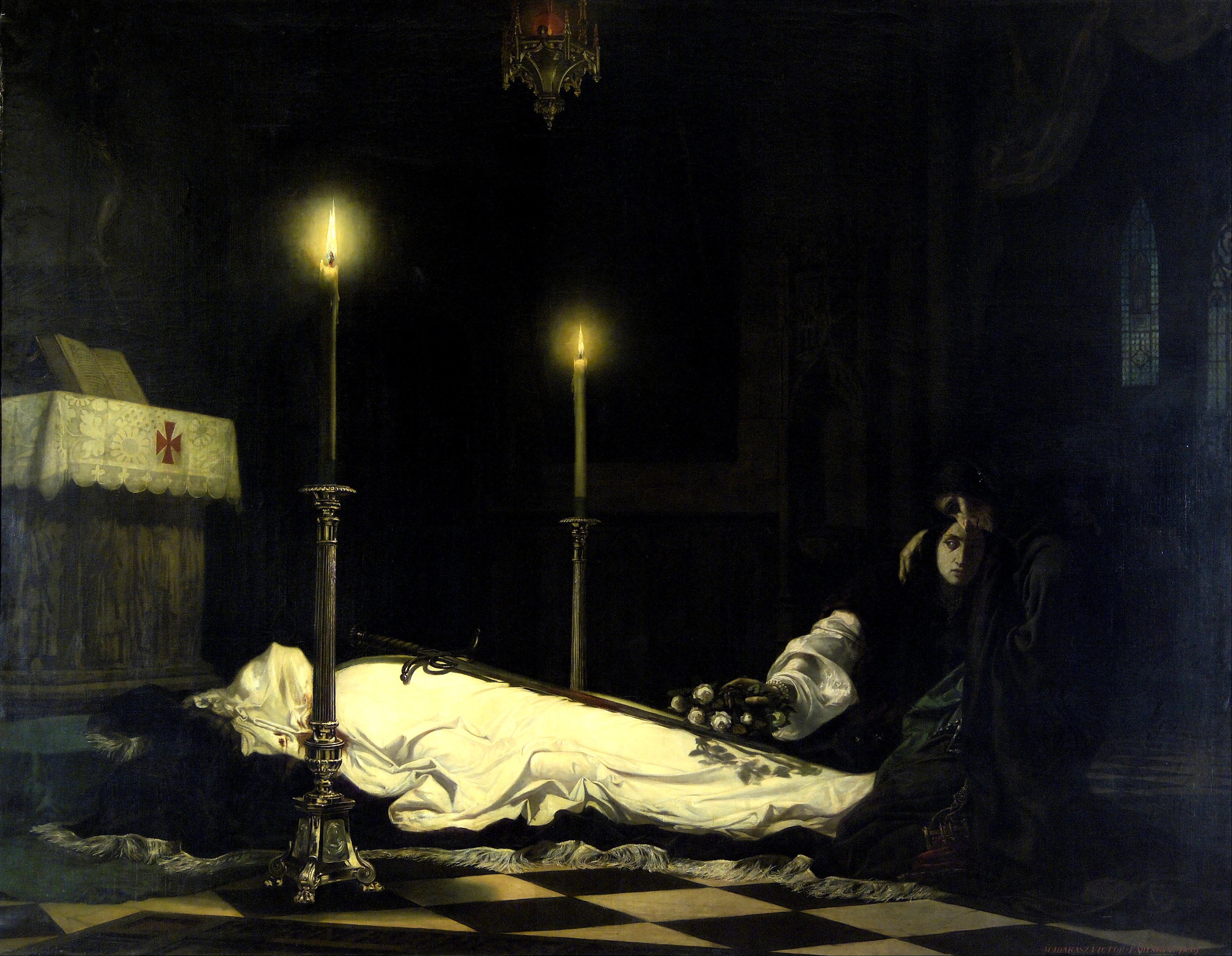
Madarász Viktor: Hunyadi László siratása

Az opera komponálása idején Erkel Cherubini, Auber, Bellini, Rossini és Donizetti operáit vezényelte a Nemzeti Színházban. Az ő stílusukban vélte megtalálni a műfaj legeredetibb megtestesülését, így ezeket a darabokat tekintette mintaképének. A korszak magyar zenéjének pedig a verbunkost és a népies műdalt tartotta. Ezeknek az eltérő, más-más gyökerekből táplálkozó stílusoknak az összeolvasztására törekedett már a Bátori Máriában, de még inkább a Hunyadi Lászlóban. Első operájában még sokkal több volt az idegen elem, a Hunyadi Lászlóban már lényegesen kevesebb, de a magyar és külföldi dallamok ötvözése ebben a darabban még kezdetlegesnek hat. Lehetséges, hogy Erkel túlságosan is tisztelte a korabeli olasz és francia mesterek stílusát, ezért követte olykor hangról hangra technikájukat az egyes zárt számok felépítésekor: az áriák lassú-gyors beosztásúak, Gara Mária cabalettája, Mátyás kavatinája, valamint a Hunyadi László románca és az együttesek terc-szext menete megannyi elem, ami a Bellini–Donizetti operák formavilágát idézi. A Hunyadi esetében még erősebb volt a hiteles után költés, mint az újat alkotás igénye, Erkel lényegében a magyaros dallamokat szorította az olasz opera kereteibe. Egyesek egyébként ezért nem tartják Erkelt eredeti és igazán nagy zeneszerzőnek. De német zeneszerzők (például Flotow) vagy a lengyel (Moniuzsko), a cseh (Smetana) stb. mesterek esetében is előfordult, hogy saját nemzetük zenei jellegzetességeit az olasz és/vagy a francia, esetleg a német hagyományokkal ötvözték.
A francia hagyományokat követte a szerző, amikor a két László szólamát tenor, illetve Mátyás szólamát szoprán hangfekvésben írta meg. Lehet, hogy Erkel nem alkotott minden tekintetben eredetit a Hunyadi Lászlóval, de sikerült neki az olasz, a francia és a magyaros elemeket úgy ötvözni, hogy az eredmény nem zavaros összevisszaság, hanem egységes egész benyomását keltő zenei alapszövet lett. A stílusok sokfélesége egyáltalán nem zavaró, a zenei egész összetartozását pedig az emlékeztető motívumok erősítik. Erkel több visszatérő motívummal is dolgozott. A darabban több nagyszabású tömegjelenet található, amelyeket az áriák és az együttesek ellensúlyoznak.
Az érzelmek sok rétűségéről nem igazán beszélhetünk, mert a cselekmény menetét nem mindig kíséri drámai kifejezőerejű muzsika. Esetenként a zene nem vág egybe a mondanivalóval sem (de ez egyébként a korabeli olasz operák esetében is megfigyelhető, olykor még Verdi darabjaiban is). Ennek legkirívóbb példája talán a címszereplő és Gara Mária búcsúkettőse: a vérpadra induló hős és szerelme egy indulószerű, eleven hangvételű kettőssel búcsúzik el egymástól. De Szilágyi Erzsébet második felvonásbeli bravúráriái is elsősorban az énektechnika megcsillogtatására adnak alkalmat, nem állnak a drámai kifejezés szolgálatában.
Ugyanakkor drámai szempontból is van több jól sikerült részlete a darabnak. Ilyen Hunyadi László börtönáriája, a címszereplő hattyúdala, valamint a gyászinduló, amelynek hangjaira a főhős a vesztőhelyre lép. Végül, de nem utolsósorban, drámailag igen hatásos az első felvonás fináléjában felcsendülő „Meghalt a cselszövő” is. A nyitány pedig mesterien foglalja össze a mű drámai erejét adó dallamokat.
A dráma szempontjából fontos helyeken többnyire a verbunkos elem uralkodik a zenében, az idegen elemek elsősorban a király és embereinek a jellemzésére szolgálnak, ezzel mintegy zeneileg is szembeállítva a két csoportot. Ez a fajta megoldás egyébként nem ismeretlen a korabeli francia és olasz operák esetében sem.

## Híres áriák, kórusművek
- Van végre néhány nyugodt pillanat – László áriája (első felvonás)
- Meghalt a cselszövő – az első felvonás fináléja
- Nagy ég! Remegek!... Szép reménysugár – Erzsébet áriája (ún. La Grange-ária, második felvonás)
- Mily boldogság, hogy mellettem vagy – László és Mária kettőse (második felvonás)
- Ah, szememben mámor s öröm ragyog – Mária áriája (harmadik felvonás)
- Palotás – balettjelenet (harmadik felvonás)
- Áldjon meg Isten, hős bajnokom - Mária és László búcsúkettőse (harmadik felvonás)[16]

## Hangfelvételek
A Radnai Miklós-Oláh Gusztáv-Nádasdy Kálmán-féle átdolgozott verzió:
V. László – Szabó Miklós, Cillei Ulrik – Faragó András, Szilágyi Erzsébet – Déry Gabriella, Hunyadi László – Simándy József, Mátyás – Szőnyi Olga, Gara Miklós – Jámbor László, Gara Mária – Orosz Júlia, Szilágyi Mihály – Bódi József, Egy tiszt – Petri Miklós. Közreműködik  a Magyar Rádió énekkara, a Filharmóniai Társaság zenekara, vezényel Komor Vilmos. A felvétel helye és ideje: Budapest, 1960. Monopole 035, 2011, 2 CD, Mono
- Megjegyzés: 2000-ben a Hungaroton jelentetett meg egy, a Bánk bán egy korai felvételének részleteit is tartalmazó CD-t, amelyen nyolc szám hallható a Hunyadi fenti felvételéből is. A zenei anyag eléggé meg lett csonkítva, a szövegkönyvet újraírták, a jelenetezését megváltoztatták.[17]

A Németh Amadé által, az 1896-ban kiadott zongorakivonat alapján rekonstruál verzió:
V. László – Molnár András, Cillei Ulrik – Gáti István, Szilágy Erzsébet – Sass Sylvia, Hunyadi László – Gulyás Dénes, Mátyás – Dénes Zsuzsanna, Gara Miklós – Sólyom-Nagy Sándor, Gara Mária – Kalmár Magda, Szilágy Mihály – Gregor József, Rozgonyi – Mersei Miklós, Hadnagy – Fülöp Attila, Egy nemes – Fülöp Attila. Közreműködik a Magyar Állami Operaház ének- és zenekara, Vezényel: Kovács János. A felvétel helye és ideje: Olasz Intézet, Budapest, 1984. A felvételt először hanglemezen adták ki 1984-ben, majd 1995-ben CD-n is megjelentette a Hungaroton HCD 12581-83, 3 CD, DDD, Stereo
- Megjegyzés: A szöveget ezen a felvételen is átírták, ahogy a jelenetezést sem mindenhol állították vissza az eredeti formájába, akárcsak a hangszerelést és az egyes szólamok ritmusát is. Részletesebben lásd alább.

Az opera eredeti, 1862-re Erkel által kialakított formájának CD-kiadása
V. László – Pataky P. Dániel, Cillei Ulrik – Cser Krisztián, Szilágyi Erzsébet – Fodor Beatrix, Hunyadi László – Fekete Attila, Hunyadi Mátyás – Balga Gabriella, Gara Miklós – Bretz Gábor, Gara Mária – Miklósa Erika, Rozgonyi – Káldi Kiss András. Közreműködik a Budapesti Filharmóniai Társaság Zenekara és a Magyar Állami Operaház együttese, a Honvéd Férfikar és a Budapesti Stúdió Kórus, Vezényel: Héja Domonkos. A felvétel helye és ideje: Erkel Színház 2012. augusztus 27 - szeptember 2., OperaTrezor 002, 2 CD. DDD. Stereo.
- Megjegyzés: Ez a felvétel rögzíti egyedül az operát abban a formában, amelyet Erkel Ferenc alakított ki. Az 1984-es felvétel az 1896-os zongorakivonat alapján rekonstruálta az opera eredeti alakját. Ezen kiadás Erkel halála után jelent meg, és az Erkel-fiúk úgy igyekeztek javítani a prozódián, hogy elsősorban a recitativókban kiigazították a ritmikát, megváltoztatták a hangértékeket. Tehát ez a kiadás nem tekinthető minden tekintetben autentikusnak. Ezenkívül a második felvonás esetében az 1984-es kiadás nem állította helyre az eredeti jelenetezést, ahogy az esküvői jelenetben sem, és a négyfelvonásos formát sem rekonstruálták. Ezenkívül hangszerelésbeli eltérések vannak a két CD között (például a második felvonás végén a 2012-es CD-n nem hallunk orgonát), illetve Egressy eredetileg Szilágyi Mihályt pár mondat erejéig sem szerepetette az operában, ahogy a második felvonás elején is a kórus után nem Mátyás rövid szólója szerepelt eredetileg az operában, hanem az egyik udvarhölgy rövid szólója. Az 1984-es kiadás ezenkívül kisebb húzásokat is tartalmaz (például kihúzták Erzsébet első áriájának zárórészét), míg a 2012-es CD nem. De ezen a felvételen sem szerepel a harmadik felvonás nyitó jelenete (Hunyadi és Gara kettőse), igaz ezt maga Erkel húzta ki később az operából. A szövegen sem eszközölt semmilyen változtatást sem.